# Ллойд, Генри Демарест
Генри Демарест Ллойд (англ. Henry Demarest Lloyd, 1 мая 1847 — 28 сентября 1903) — американский журналист, известный разоблачитель эры прогрессивизма, известен своими разоблачениями компании Standard Oil, которые были написаны до серии статей Иды Тарбелл для McClure's на ту же тему.

## Ранний период жизни
Генри Демарест Ллойд родился 1 мая 1847 года в доме своего деда по материнской линии на Шестой авеню в Нью-Йорке, США. Генри был первым ребенком Аарона Ллойда, выпускника Ратгерского университета и теологической семинарии Нью-Брансуика, священника Нидерландской реформатской церкви, и Марии Кристи (урождённой Демарест) Ллойд. Одним из самых сильных влияний на формирование личности Ллойда были проповеди Генри Уорда Бичера, чьи проповеди он регулярно посещал. Ллойд учился в Колумбийском колледже и Юридической школе Колумбийского университета, работал в библиотеке и преподавал, чтобы оплатить свое обучение.  После окончания университета в 1869 году Ллойд был принят в коллегию адвокатов штата Нью-Йорк.

## Журналистская карьера
В 1872 году Ллойд присоединился к коллективу Chicago Tribune, получив повышение до должности главного редактора в 1875 году. Он оставался в газете до 1885 года.
Ллойд был одним из предшественников более поздних журналистов-разоблачителей,  написав резкое разоблачение монополистических злоупотреблений Standard Oil Trust Джона Рокфеллера под названием «История великой монополии» (англ. The Story of a Great Monopoly), опубликованное в мартовском номере журнала The Atlantic за 1881 год. Позднее он изложил свои доводы против необузданной корпоративной власти Standard Oil и подобных корпораций в своей самой известной книге Wealth Against Commonwealth, опубликованной в 1894 году. Таким образом, работа Ллойда на несколько лет опередила более известную работу Иды Тарбелл 1904 года The History of Standard Oil.

## Вступление в политику
Будучи политическим активистом, Ллойд защищал анархистов Хеймаркетcкой бойни в 1886 году, что заставило его тестя Уильяма Бросса, издателя Tribune, лишить наследства его и его жену Джесси Бросс. После ухода из газеты Ллойд продолжил публиковать статьи в качестве внештатного корреспондента, используя каналы Associated Press. Ллойд также писал и выступал от имени трамвайщиков Милуоки в 1893 году и шахтеров антрацитового угля в 1902 году. Ллойд был видным гражданином Уиннетки, штат Иллинойс. Неоднократно избиравшийся попечителем деревни и членом Совета по образованию, он занимал пост вице-президента совета деревни с 1884 по 1886 год, а также был казначеем деревни в 1887 и 1888 годах. Он был председателем городского собрания в 1898 году и ему приписывают ведущую роль в создании системы самоуправления Виннетки (англ. Winnetka system) поддержанной Сэмюэлем Гомперсом и рабочим движением. В 1894 году Ллойд баллотировался в Конгресс США как кандидат от Популистской партии США. В последующие годы он поддерживал цели Социалистической партии Америки хотя он никогда не был активным членом этой организации.

## Смерть и наследие

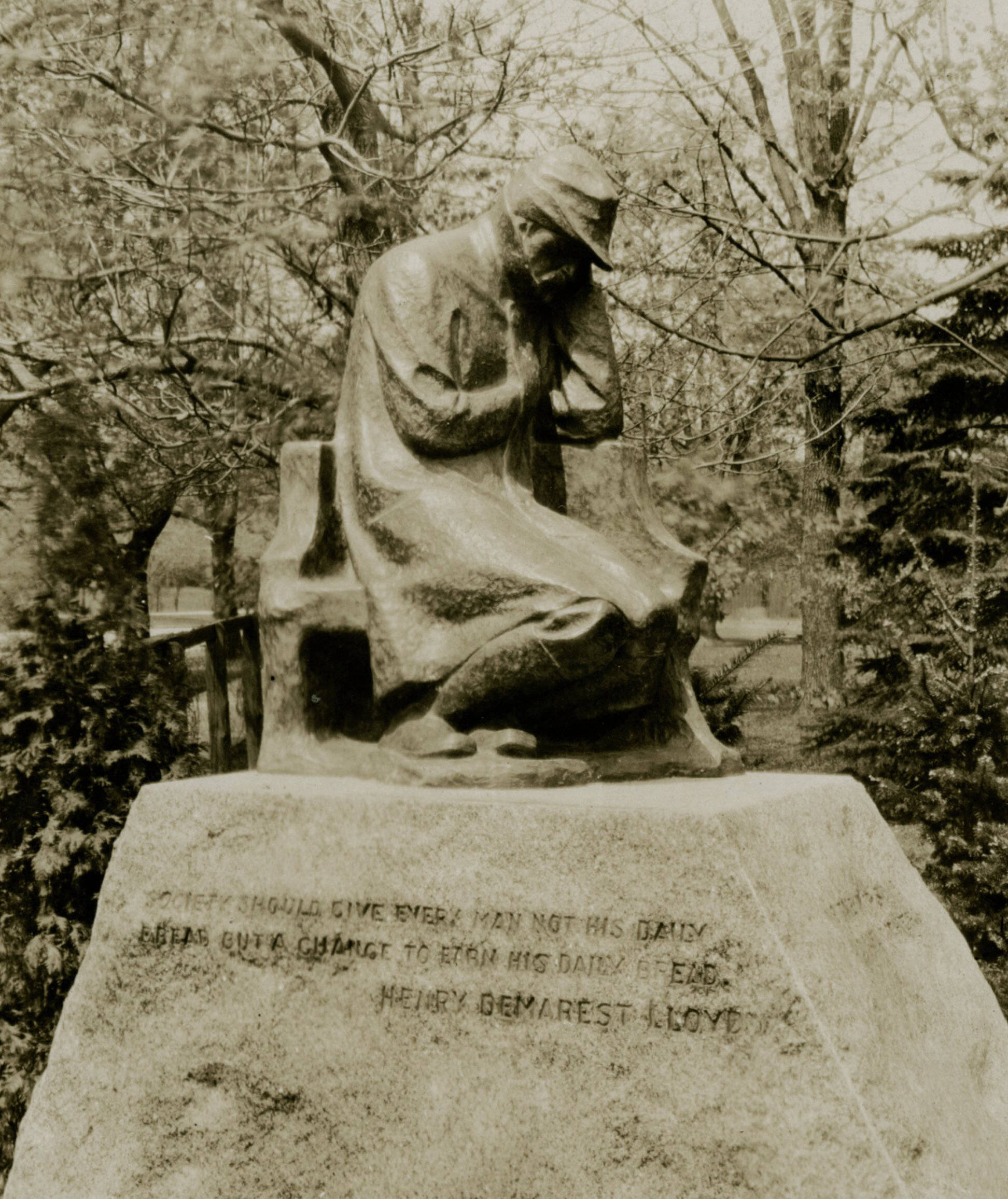
Мемориал в Уиннетке, Иллинойс. Надпись, приписываемая Ллойду, гласит: «Общество должно давать каждому человеку не хлеб насущный, а возможность заработать свой хлеб насущный».

Генри Демарест Ллойд, которого современники вспоминали как «первопроходца и лидера» прогрессивного движения, направленного против трестов, умер 28 сентября 1903 года. У него остался сын, Уильям Бросс Ллойд, который в 1919 году стал одним из основателей Коммунистической рабочей партии Америки. После смерти библиотека Ллойда, включавшая тысячи книг и брошюр, посвященных профсоюзному движению, кооперации, социализму и монополиям, была передана в дар Университету Висконсина.
Ллойд был источником вдохновения для поколения молодых журналистов-расследователей и радикальных политических активистов, таких как Чарльз Эдвард Рассел, который позже вспоминал:
«Как статья Standard Oil в Atlantic стала арсеналом каждого человека, готового бороться за свободу промышленности, так и Wealth Against Commonwealth в последующие годы стала огромным хранилищем информации, к которому множество способных активистов обычно прибегали за фактами. Вероятно, миллионы людей читали или слышали идеи Ллойда, не зная об авторстве, но он был вполне этим доволен. Ни один человек не вступал в такую борьбу с меньшей долей личного тщеславия для удовлетворения, чем Ллойд. Он желал, чтобы его соотечественники были информированы о существующих условиях, но не хотел получить за это славу или награды». 
Дом Генри Демареста Ллойда в Уиннетке теперь является национальным историческим памятником. В знак признания работы Ллойда Центр журналистских расследований в 2009 году основал «Фонд расследований Генри Демареста Ллойда» (англ. Henry Demarest Lloyd Investigative Fund) для предоставления грантов журналистам-расследователям.

## Труды
Полный список работ см. в Lloyd (1912), стр. 351-364.
- — (March 1881). Story of a Great Monopoly. The Atlantic Monthly. XLVII (CCLXXXL): 317–334. Дата обращения: 11 июля 2009.
- Lloyd, Henry Demarest. A Strike of Millionaires Against Miners or The Story of Spring Valley: An Open Letter to the Millionaires, 2nd ed.. — Chicago : Belford-Clarke Co., 1890. — ISBN 9780384331839.
- Lloyd, Henry Demarest. Wealth Against Commonwealth. — New York : Harper & Brothers, 1894.
- Lloyd, Henry Demarest. Labor Copartnership: Notes of a Visit To Co-operator Workshops, Factories and Farms in Great Britain and Ireland. — New York : Harper & Brothers, 1898.
- Lloyd, Henry Demarest. Lords of Industry. — New York : Doubleday, Page & Co., 1900.
- Lloyd, Henry Demarest. Newest England: Notes of a Democratic Traveller in New Zealand. — New York : Doubleday, Page & Co., 1903.
- Lloyd, Henry Demarest. Man, the Social Creator. — New York : Doubleday, Page & Co., 1906.
- Lloyd, Henry Demarest. Men, the Workers. — New York : Doubleday, Page & Co., 1909.
- Lloyd, Henry Demarest. A Country Without Strikes: A Visit to the Compulsory Arbitration Court of New Zealand. — New York : Putnam's Sons, 1910.
- Lloyd, Henry Demarest. Mazzini and Other Essays. — New York : Putnam's Sons, 1910.